# شهرستان اوکچئون
شهرستان اوکچئون (به لاتین: Okcheon County) یک منطقهٔ مسکونی در کره جنوبی است که در چونگچیونبوک-دو واقع شده‌است. شهرستان اوکچئون ۵۳۷٫۱۳ کیلومتر مربع مساحت و ۵۶٬۶۳۴ نفر جمعیت دارد.